# Малое Боброво
Ма́лое Бобро́во — село в Дмитровском районе Орловской области. Административный центр Малобобровского сельского поселения.
Население — 155 человек (2010 год).

## География
Расположено в 10 км к югу от Дмитровска на речке Бобровице, недалеко от места её впадения в Нессу. В центре села, на Бобровице, находится пруд. Высота над уровнем моря — 212 м. Село окружено значительными высотами — от 260 метров. К югу от Малого Боброва расположено урочище Петрушкин Лог.

## Этимология
Получило название из-за бобров, которые в изобилии водились в реках Нессе и Бобровице. Приставка «Малое» возникла в конце XVIII века, когда в новообразованном Дмитровском уезде оказались 2 одноимённых села. Более населённое в то время Большебоброво в настоящее время находится на территории Железногорского района Курской области.

## История
Упоминается с 1620-х годов среди селений Радогожского стана Комарицкой волости. Уже тогда здесь действовала Никитская церковь (первоначально называлась Николаевской). Последнее здание храма было сооружено в 1860 году, и к настоящему времени не сохранилось. По данным 1649 года Малое Боброво, состоявшее из 29 дворов, было приписано к Балдыжскому острогу. Местные жители могли укрываться в этой крепости во время набегов крымских татар, а также должны были поддерживать её в обороноспособном состоянии. В XVIII веке село принадлежало Кантемирам.
По данным 10-й ревизии 1858 года 222 малобобровских крестьянина (33 двора) принадлежали помещику А. М. Редкину; 49 крестьян и 1 дворовой мужского пола принадлежали коллежской регистраторше Олимпиаде Семёновне Анцифоровой; 19 крестьян мужского пола числились за умершей купчихой из дворян Елизаветой Николаевной Гусевой; 93 крестьянина и 5 дворовых мужского пола принадлежали жене штабс-ротмистра Татьяне Алексеевне Лопухиной.
В 1866 году в бывшем владельческом селе Малое Боброво было 32 двора, проживали 959 человек (478 мужского пола и 481 женского), действовали православный Никитский храм, мельница и 19 маслобоен. К 1877 году число дворов увеличилось до 105, число жителей — до 1005 человек. К тому времени в Малом Боброво были открыты школа и винокуренный завод. С 1861 года до конца 1880-х годов село было административным центром Малобобровской волости Дмитровского уезда Орловской губернии, затем — в составе Круглинской волости. К концу XIX века в селе было 25 маслобоен, местные жители занимались скуплей конопли.
В 1926 году в Малом Боброво было 209 хозяйств (из них 206 крестьянского типа), проживало 1032 человека (491 мужского пола и 541 женского), действовали: школа 1-й ступени, библиотека, изба-читальня, государственное торговое заведение IV разряда, кооперативное торговое заведение III разряда. В то время село было административным центром Малобобровского сельсовета Круглинской волости Дмитровского уезда. В 1937 году в Малом Боброво было 155 дворов, действовал мукомольный завод. Во время Великой Отечественной войны, с октября 1941 года по август 1943 года, село находилось в зоне немецко-фашистской оккупации. В послевоенное время в Малом Боброво действовал колхоз «Красное Знамя». 27 июля 1962 года село посетил Н. С. Хрущёв.

## Население
| 1853 | 1866 | 1877  | 1897  | 1926  | 1979 | 2002 |
| ---- | ---- | ----- | ----- | ----- | ---- | ---- |
| 906  | ↗959 | ↗1005 | ↗1425 | ↘1032 | ↘205 | ↘177 |
| 2010 |      |       |       |       |      |      |
| ↘155 |      |       |       |       |      |      |

## Образование
В селе действует Малобобровская основная школа.

## Памятники истории
На северо-западной окраине села находится братская могила советских воинов, погибших в боях с фашистскими захватчиками во время Великой Отечественной войны.